# Jonathan Albaladejo
Jonathan Albaladejo Santana (San Juan, Puerto Rico, 30 de octubre de 1982) es un lanzador de la Liga Venezolana de Béisbol Profesional (LVBP), para los Tiburones de La Guaira.

## Carrera como beisbolista

### Pittsburgh Pirates
Albaladejo fue seleccionado por los Gigantes de San Francisco en la ronda 34 (1,021 en total) del Draft de Béisbol de las Grandes Ligas de 2000 , pero no firmó. En el año siguiente fue seleccionado por los Piratas de Pittsburgh en la 19.ª ronda (564.º en total) y firmado el 6 de junio de 2001.
Pasó varios años en las menores en el sistema de los Piratas como lanzador abridor , y en 2005 se convirtió en relevista. Los Piratas lo liberaron el 25 de abril de 2007.

### Nacionales de Washington

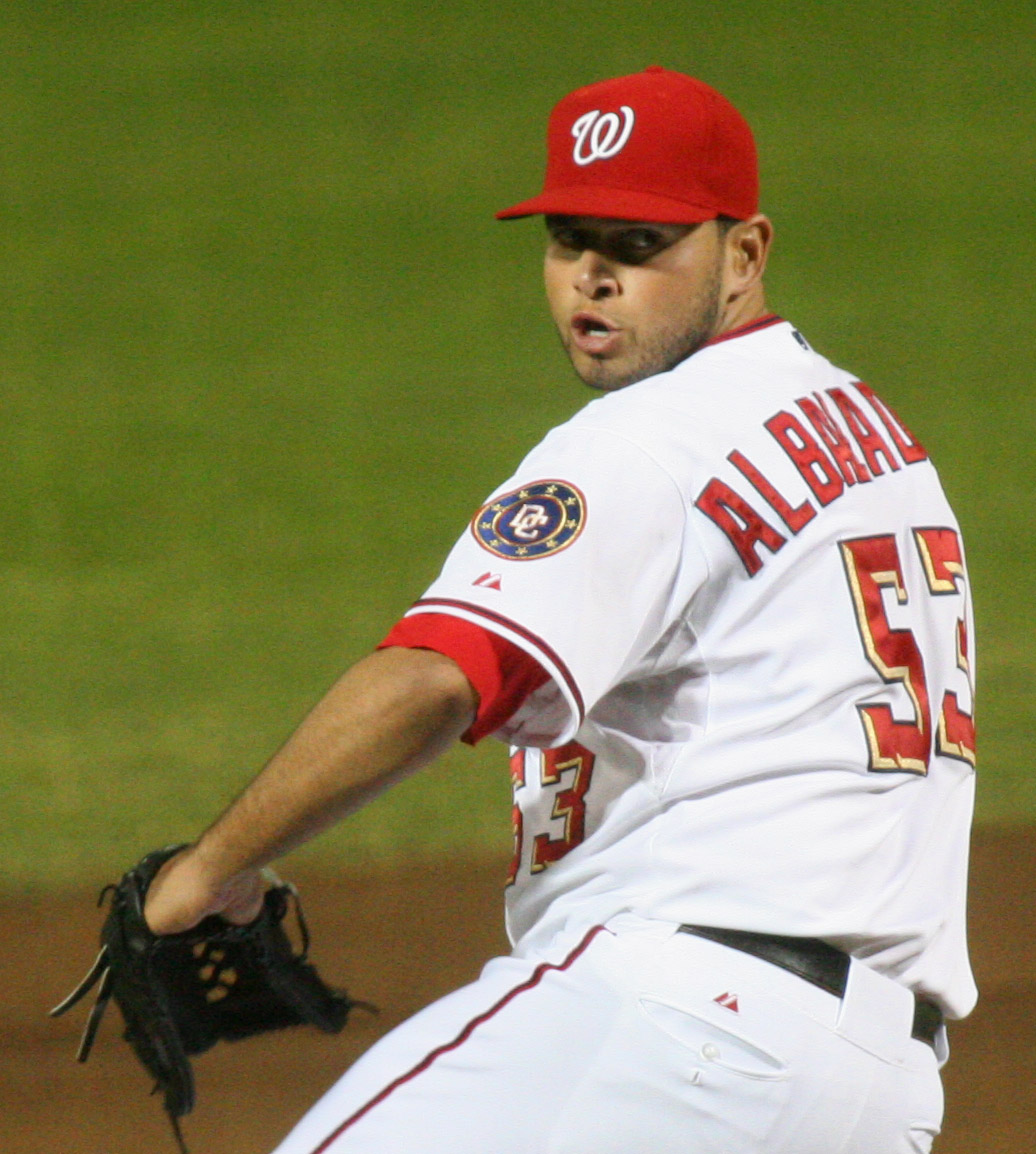
Albaladejo lanzando para los Washington Nationals en el 2007

Lanzamiento de Albaladejo para los Nacionales de Washington en 2007
El 3 de mayo de 2007 firmó un contrato de ligas menores con los Nacionales de Washington , y jugó la mayor parte de la temporada para los Senadores de Harrisburg de Clase AA , compilando un promedio de carreras limpias de 4.17 en 21 apariciones. Pasó a la categoría AAA Columbus Clippers y terminó la temporada muy bien, registrando una efectividad de 0.78 en 14 apariciones. Cuando las listas se expandieron en septiembre, los Nacionales, que lideraban la liga en entradas lanzadas por relevistas, lo criaron.
El 5 de septiembre de 2007, Albaladejo debutó en Grandes Ligas. En la parte superior de la tercera entrada, en un juego contra los Marlins de Florida , Tim Redding fue lesionado por una pelota bateada y necesitaba ser reemplazado. Albaladejo entró al juego con dos hombres encendidos y uno afuera, y permitió un roletazo (donde anotó un corredor heredado) y un pop-up. En la cuarta entrada, Albaladejo ponchó a un lado, y luego se sintió aliviado.

### New York Yankees
El 4 de diciembre de 2007 fue cambiado a los Yankees de Nueva York por el lanzador relevista Tyler Clippard. El acuerdo se considera, años después, como uno de los peores en la gestión de Brian Cashman como Gerente General de los Yankees.
Hizo la lista del Día Inaugural de los Yankees en 2008, pero solo lanzó en 9 juegos debido a una lesión en el codo sufrida el 9 de mayo de 2008. Albaladejo volvió a formar parte del roster de las Grandes Ligas de los Yankees para comenzar la temporada 2009. Después de publicar un promedio de carreras limpias de 6.00 en 18 apariciones hasta el 22 de mayo, fue enviado a Triple-A Scranton / Wilkes-Barre para dejar espacio en el roster para el lanzador Chien-Ming Wang. En 17 entradas en Triple-A compiló 1.59 ERA y 0.65 WHIP, ganando un ascenso a las mayores cuando Chien-Ming Wang fue colocado en la lista de lesionados el 5 de julio de 2009. Fue enviado de regreso a Scranton. el 10 de julio de 2009 para dejar espacio a Mark Melancon. A pesar de que no llegó a la lista de postemporada, obtuvo su primer anillo de la Serie Mundial cuando los Yankees ganaron su 27 ° título de la Serie Mundial de la franquicia al derrotar a los Filis.
Albaladejo comenzó la temporada 2010 con Scranton / Wilkes-Barre. Después de un entrenamiento de primavera pobre, Albaladejo hizo la transición de su bola rápida de dos costuras a su bola rápida de cuatro costuras , lo que le permitió tener más control. [5] Fue nombrado Lanzador de la Liga Internacional de la Semana del 5 al 12 de julio y del 12 al 18 de julio, e impulsado en el Juego de Estrellas Triple-A. Después de salvar 31 juegos en 32 oportunidades con efectividad de 0.96, fue llamado a los Yankees el 20 de julio. Sin embargo, fue seleccionado de regreso a Scranton / Wilkes-Barre el 24 de julio para dejar espacio a Sergio Mitre.
Albaladejo estableció un récord de una temporada de la Liga Internacional para salvamentos en 2010 con 43 (el récord anterior fue de 38). Fue nombrado miembro del equipo All-Star de postemporada de la Liga Internacional. Fue convocado por el York Yankees de Nueva cuando las listas se expandieron a principios de septiembre y acamparon 11 1 / 3 entradas para los Yankees durante la temporada 2010. Durante el receso de temporada, Albaladejo pidió a los Yankees que lo liberaran para poder seguir una carrera en Japón. 

### Yomiuri Giants
Albaladejo firmó un contrato de un año con los Gigantes de Yomiuri de Japón 's Liga Central. En 46 juegos en Japón, tenía marca de 2-2 con una efectividad de 2.45.

### Arizona Diamondbacks
Los Diamondbacks de Arizona lo firmaron el 13 de diciembre de 2011. En 49 juegos con afiliado AAA del club en Reno, Albaladejo registró 25 salvamentos y ponchó a 60 en 56 2 / 3 entradas de trabajo. Fue llamado por los Diamondbacks al final de la temporada de ligas menores, registrando una efectividad de 9.00 en 3 juegos. 

### Miami Marlins
El 16 de diciembre de 2012, Albaladejo firmó un acuerdo de ligas menores con los Marlins de Miami . Pasó la totalidad de la temporada 2013 con su club de AAA, los New Orleans Zephyrs , registrando una efectividad de 3.80 y 72 ponches en 73 1 / 3 entradas. Le concedieron la agencia libre después de la temporada. [dieciséis]  

### Broncos de Reynosa
El 1 de abril de 2016, Albaladejo firmó con los Broncos de Reynosa de la Liga Mexicana de Béisbol. Fue lanzado el 9 de abril de 2016.

### Bridgeport Bluefish
El 19 de abril de 2016, Albaladejo firmó con Bridgeport Bluefish de la Atlantic League of Professional Baseball.

### Mets de Nueva York
El 25 de julio de 2017, Albaladejo firmó un contrato de ligas menores con los Mets de Nueva York. Eligió la agencia libre el 6 de noviembre de 2017.